# Harpegnathos pallipes
Harpegnathos pallipes är en myrart som först beskrevs av Smith 1858.  Harpegnathos pallipes ingår i släktet Harpegnathos och familjen myror. Inga underarter finns listade i Catalogue of Life.